# هوپول (اورگن)
هوپول (به انگلیسی: Hopewell) یک منطقهٔ مسکونی در ایالات متحده آمریکا است که در شهرستان یمهیل، اورگن واقع شده‌است.